# Jean Meyer (acteur)
Jean Léon André Meyer (Parijs, 11 juni 1914 - Neuilly-sur-Seine, 8 januari 2003) was een Frans acteur, regisseur en dramaturg. Hij was voornamelijk actief in de toneelwereld.

## Filmografie

### Acteur (ruime selectie)
- 1941 - Ne bougez plus (Pierre Caron)
- 1942 - Huit hommes dans un château (Richard Pottier)
- 1942 - Coups de feu dans la nuit (Robert Péguy)
- 1943 - Je suis avec toi (Henri Decoin)
- 1943 - Adieu Léonard (Pierre Prévert)
- 1945 - La Route du bagne (Léon Mathot)
- 1946 - L'Insaisissable Frédéric (Richard Pottier)
- 1949 - Entre onze heures et minuit (Henri Decoin)
- 1951 - Clara de Montargis (Henri Decoin)
- 1952 - Le Plaisir (episode La Maison Tellier) (Max Ophuls)
- 1952 - Procès au Vatican (André Haguet)
- 1956 - Pitié pour les vamps (Jean Josipovici)
- 1958 - Les Violents (Henri Calef)
- 1958 - Le Bourgeois gentilhomme (Jean Meyer)
- 1959 - Le Mariage de Figaro (Jean Meyer)
- 1965 - Le Corniaud (Gérard Oury)
- 1977 - Britannicus (Jean Meyer)

### Regisseur
- 1951 - L'Arbre aux feuilles d'argent (documentaire)
- 1958 - Le Bourgeois gentilhomme
- 1959 - Le Mariage de Figaro
- 1964 - Les Femmes savantes
- 1977 - Britannicus

- Bibliothèque nationale de France: cb120751200 (data)
- Catàleg d'autoritats de noms i títols de Catalunya: 981058517782206706
- Gemeinsame Normdatei: 1020466006
- International Standard Name Identifier: 0000 0001 0866 6745
- Library of Congress Control Number: n91032496
- Nationale Bibliotheek van Tsjechië: xx0204626
- Nationale Bibliotheek van Israël: 987007494009305171
- Système universitaire de documentation: 029042127
- Virtual International Authority File: 7414172
- WorldCat: E39PBJgHbY3Q8fQxVg3WdB3hHC